# 三重県道719号伊勢路伊勢線
三重県道719号伊勢路伊勢線（みえけんどう719ごう いせじいせせん）は、三重県南伊勢町から伊勢市に至る一般県道である。

## 概要
五ヶ所湾岸の国道260号を起点とし、伊勢路川に沿って南伊勢町の山中を進み、サニーロードと合流。しばらく重複区間を走り、伊勢市上野町でサニーロードから離れ、沼木地域を通り抜けて同市の津村町交差点（三重県道22号伊勢南島線と伊勢市道宮本4号線との交点）で終点となる。

### 路線データ
- 起点：度会郡南伊勢町伊勢路字潜道1122番2地先[1]

（伊勢路バス停付近）
- 終点：伊勢市津村町字北垣内666番2[1]（津村町交差点）
- 総延長：15.5068 km[1]
- 実延長：9.2434 km[1]
- 重用延長：6.2634 km[1]
- 重複区間：三重県道169号玉城南勢線（サニーロード） - 南伊勢町「穂原口」バス停付近から伊勢市上野町周辺

## 沿革
- 1959年（昭和34年）
  - 1月25日 - 県道伊勢路伊勢線（県道番号719）として路線認定される[2]。
  - 5月8日 - 道路の区域が「度会郡南勢町（現・度会郡南伊勢町）伊勢路字潜道1122番2地先から伊勢市津村町字北垣内877番地先まで」の総延長18.46キロメートルと決定する[3]。
  - 5月19日 - 道路の供用を開始する[4]。
- 2004年（平成16年）
  - 10月22日 - 伊勢市津村町字里浦1657番5から同市津村町字北垣内666番2までの540メートルの区間が延長される[5]。

## 地理

### 通過する自治体
- 三重県
  - 度会郡南伊勢町
  - 伊勢市

### 接続する主な路線
- 国道260号：起点
- 三重県道169号玉城南勢線（サニーロード）
- 三重県道720号横輪南勢線
- 三重県道22号伊勢南島線

### 沿線
- JA伊勢 穂原支店
- 南伊勢町立穂原小学校
- 宮川パークランド
- 沼木神社
- JA伊勢 伊勢南部支店
- 伊勢市 沼木支所
- ノリタケ伊勢電子本社
- 伊勢市立沼木中学校